# Дишкант Ярослав Юрійович
Ярослав Юрійович Дишкант (нар. 22 березня 1999) — український футболіст, захисник «Оболонь-Бровара».

## Життєпис
Вихованець столичного «Арсеналу». У сезоні 2016/17 років виступав за київський «Арсенал» у юнацькому чемпіонаті України (12 матчів).
Потім перейшов у структуру «Оболонь-Бровара», де спочатку виступав за команду U-19. У 2019 році переведений до «Оболонь-Бровар-2», у футболці якого дебютував 27 липня 2019 року в переможному (1:0) виїзному поєдинку групи А Другої ліги проти вишгородського «Діназу». Ярослав вийшов на поле в стартовому складі та відіграв увесь матч, а на 52-й хвилині отримав жовту картку. Станом на 27 жовтня 2019 року зіграв 9 матчів у Другій лізі.